# 南アフリカ共和国憲法
南アフリカ共和国憲法（みなみアフリカきょうわこくけんぽう、英語: Constitution of the Republic of South Africa）は、南アフリカ共和国の憲法である。

## 概要
憲法の本文は14の章と243項から構成され、第2章の権利章典は世界人権宣言を踏まえた自由権と社会権の詳細な保障を明記している。とりわけその第9項はアパルトヘイトによる非白人を抑圧していた過去から人種差別の禁止のみならず、民族、障害や性的指向、信条、宗教、言語を理由とするあらゆる差別の禁止を明文化している。民主主義による統治とともに州の権限を明確にし、連邦制を採択している。

## 歴史
アパルトヘイト政策の廃止により1994年、全人種参加の選挙により制憲議会が発足した。制憲議会は1996年に新憲法を採択し、同年12月10日にネルソン・マンデラによって公布され、翌1997年施行した。

## 構成

### 覚書・前文
| 章       | 構成 | 条 | 内容 |
| -------- | ---- | -- | ---- |
| 説明覚書 |      | -  |      |
| 前文     |      | -  |      |

### 本文
| 章     | 構成                         | 条        | 内容                 |
| ------ | ---------------------------- | --------- | -------------------- |
| 第1章  | 成立条件                     | 1 - 6     |                      |
| 第2章  | 権利章典                     | 7 - 39    |                      |
| 第3章  | 政府                         | 40 - 41   |                      |
| 第4章  | 議会                         | 42 - 82   |                      |
| 第5章  | 大統領・全国協議会           | 83 - 102  |                      |
| 第6章  | 州                           | 103 - 150 |                      |
| 第7章  | 地方政府                     | 151 - 164 |                      |
| 第8章  | 司法・公正管理               | 165 - 180 |                      |
| 第9章  | 立憲民主主義を支える政府機関 | 181 - 194 |                      |
| 第10章 | 行政                         | 195 - 197 |                      |
| 第11章 | 安全保障                     | 198 - 210 |                      |
| 第12章 | 伝統的指導者                 | 211 - 212 | 部族指導者などの地位 |
| 第13章 | 金融                         | 213 - 230 |                      |
| 第14章 | 総則                         | 231 - 243 |                      |

### 補則
| 章     | 構成                       | 内容                                                           |
| ------ | -------------------------- | -------------------------------------------------------------- |
| 補則1  | 国旗                       | 国旗の規定                                                     |
| 補則1A | 州の地理的な区域           | 州域の規定                                                     |
| 補則2  | 宣言・宣誓                 | 政府高官就任に当たっての宣言、宣誓文の規定                     |
| 補則3  | 選挙手続                   | 大統領・上下両院の正副議長、州首相・州議会の正副議長の選出手続 |
| 補則4  | 国会および州による立法範囲 | 国会・州議会の両方による立法効力の範囲                         |
| 補則5  | 排他的な州による立法範囲   | 州議会による立法効力の範囲                                     |
| 補則6  | 経過措置                   | 憲法公布までの統治機構                                         |
| 補則6A | 国会または州議会の議員資格 | 上下両院の議員、州議会の議員の資格と喪失                       |
| 補則6B | 自治体議会の議員資格       | 自治体議会の議員の資格と喪失                                   |
| 補則7  | 法律の廃止                 | 憲法施行に伴い廃止される法律                                   |